# Mathias Alexandersson
Mathias Sven Alexandersson, född 19 maj 1893 i Whitestone, USA, död 7 augusti 1979 i Råsunda, Solna kommun, var en svensk skådespelare.
Alexandersson är begravd på Norra begravningsplatsen utanför Stockholm. Han var gift med skådespelaren Wiveka Alexandersson.

## Filmografi (urval)
- 1957 – Nattens ljus
- 1968 – Från ett avlägset land
- 1973 – Fjärde budet